# Petr Pospíšil
Petr Pospíšil, češkoslovaški rokometaš, * 24. april 1944, Bratislava, † 17. april 2006, Bratislava.
Leta 1972 je na poletnih olimpijskih igrah v Münchnu v sestavi češkoslovaške rokometne reprezentance osvojil srebrno olimpijsko medaljo.